# Oreomunnea mexicana
Oreomunnea mexicana är en valnötsväxtart. Oreomunnea mexicana ingår i släktet Oreomunnea och familjen valnötsväxter.

## Underarter
Arten delas in i följande underarter:
- O. m. costaricensis
- O. m. mexicana